# Fórmula trinitaria

El «Escudo de la Trinidad» o diagrama «Scutum Fidei» del simbolismo cristiano occidental tradicional.

La Fórmula Trinitaria es la frase "En el Nombre del Padre, y del Hijo y del Espíritu Santo", (en griego antiguo, εἰς τὸ ὄνομα τοῦ Πατρὸς καὶ τοῦ Υἱοῦ καὶ τοῦ Ἁγίου Πνεύματος), en latín: In nómine Patris et Fílī et Spíritus Sancti; hace mención de cada una de las personas de la Santísima Trinidad al momento de bautizar.
La fórmula trinitaria se utiliza en el bautismo, así como en numerosas oraciones, escrituras, liturgias y sacramentos. Uno de sus usos más comunes, aparte del bautismo, es cuando los católicos romanos, los ortodoxos orientales y orientales, los luteranos, los anglicanos, los metodistas y otros hacen la señal de la cruz mientras recitan la fórmula.

## Origen Bíblico
Estas palabras se citan de la gran comisión de Jesucristo resucitado a los apóstoles en el Evangelio de Mateo 28:19: Por tanto, id, y haced discípulos a todas las naciones, bautizándolos en el nombre del Padre, y del Hijo, y del Espíritu Santo.
La fórmula se menciona en la Didaché (7:1-3), y se acepta mayoritariamente como auténtica debido a su evidencia manuscrita de apoyo.
No obstante, algunos estudiosos han sostenido la opinión de que el pasaje es una interpolación, ya que está ausente de los primeros siglos de citas cristianas primitivas, en cuyo caso formaría parte de una tradición oral apostólica o cristiana primitiva de la que surgieron tanto los textos recibidos de Mateo como la Didajé.
La opinión de que el pasaje es una interpolación fue mantenida recientemente por el Seminario de Jesús, un movimiento no trinitario activo en la década de 1990. Los críticos del Seminario de Jesús describieron esta línea particular de argumentación como eiségesis basada en una conclusión preconcebida. 

## Uso del Bautismo
De acuerdo a la doctrina de Iglesia católica, Iglesia Ortodoxa, el Anglicanismo y otras formas de Protestantismo, el Bautismo no es válido si no se usa la fórmula trinitaria durante el sacramento. La Iglesia católica considera válidos no solo los bautismos realizados por los sacerdotes, sino también los realizados por los fieles católicos y ministros de otras denominaciones cristianas siempre que lo hagan mencionando a las Tres Divinas Personas (p. ej. "Yo te bautizo, en el Nombre del Padre y del Hijo, y del Espíritu Santo"). Consecuentemente, ellos no reconocen el bautismo realizado por otras comunidades religiosas que no usen esta fórmula. Por ejemplo: Unitarismo, Branhamistas, Frankismo, Testigos de Jehová, y Pentecostalismo Unicitario porque todos ellos niegan la trinidad como religión cristiana y usan la fórmula "En el nombre de Jesucristo" (basado en Hechos 2:38) para el bautismo, y a su vez rebautizan a los conversos que fueron bautizados por primera vez bajo la fórmula trinitaria, a veces afirmando que tales personas no habrían sido conscientes previamente de que "Jesús es el señor". Este no es el caso con el bautismo de La Iglesia de Jesucristo de los Santos de los Últimos Días; aunque los mormones bautizan con la misma fórmula trinitaria, rechazan la concepción del Concilio de Nicea porque consideran a las tres Personas de la Trinidad como personajes distintos unidos no en sustancia, sino en dominio y propósito.
El bautismo según la fórmula trinitaria se ve como una base para el ecumenismo cristiano, el concepto de trabajar por la eventual unidad de los cristianos pertenecientes a diferentes denominaciones cristianas.

## Otros usos
La fórmula trinitaria también se usa en otras oraciónes, ritos, liturgias y sacramentos. Uno de sus usos más comunes aparte del bautismo es cuando los católicos, ortodoxos, anglicanos, luteranos, metodistas y otros hacen la señal de la cruz mientras recitan la fórmula.